# Lamprosema sordidalis
Lamprosema sordidalis là một loài bướm đêm trong họ Crambidae.